# Fountain City (Wisconsin)
Fountain City és una població dels Estats Units a l'estat de Wisconsin. Segons el cens del 2000 tenia 983 habitants.

## Demografia
Segons el cens del 2000, Fountain City tenia 983 habitants, 444 habitatges, i 241 famílies. La densitat de població era de 85,1 habitants per km².
Dels 444 habitatges en un 25,5% hi vivien nens de menys de 18 anys, en un 45% hi vivien parelles casades, en un 6,3% dones solteres, i en un 45,5% no eren unitats familiars. En el 40,1% dels habitatges hi vivien persones soles el 15,3% de les quals corresponia a persones de 65 anys o més que vivien soles. El nombre mitjà de persones vivint en cada habitatge era de 2,11 i el nombre mitjà de persones que vivien en cada família era de 2,9.
Per edats la població es repartia de la següent manera: un 19,7% tenia menys de 18 anys, un 9,8% entre 18 i 24, un 28,8% entre 25 i 44, un 22,2% de 45 a 60 i un 19,5% 65 anys o més.
L'edat mediana era de 39 anys. Per cada 100 dones de 18 o més anys hi havia 102,8 homes.
La renda mediana per habitatge era de 31.524 $ i la renda mediana per família de 47.692 $. Els homes tenien una renda mediana de 31.488 $ mentre que les dones 20.000 $. La renda per capita de la població era de 18.396 $. Aproximadament el 2,8% de les famílies i el 6,8% de la població estaven per davall del llindar de pobresa.

## Poblacions més properes
El següent diagrama mostra les poblacions més properes.